# Khara
Khara (nep. खारा) – gaun wikas samiti w zachodniej części Nepalu w strefie Rapti w dystrykcie Rukum. Według nepalskiego spisu powszechnego z 2001 roku liczył on 892 gospodarstw domowych i 5426 mieszkańców (2726 kobiet i 2700 mężczyzn).